# 法伊
法伊，是匈牙利包尔绍德-奥包乌伊-曾普伦州所辖的一个村。总面积19.32平方公里，总人口353，人口密度18.3人/平方公里（2011年1月1日）。